# The Harder They Fall (film 2021)
The Harder They Fall è un film del 2021 diretto da Jeymes Samuel.
Film western sceneggiato dal regista con Boaz Yakin con protagonisti Jonathan Majors, Idris Elba, Zazie Beetz, Regina King, Delroy Lindo, Lakeith Stanfield, RJ Cyler, Danielle Deadwyler, Edi Gathegi e Deon Cole.

## Trama
L'undicenne Nat Love sta cenando con i suoi genitori quando arrivano il fuorilegge Rufus Buck, capo di una banda di nativo americani creek e afroamericani, e il suo socio Cortez, i quali sparano e uccidono i genitori di Nat, e incidono sulla sua fronte il simbolo di una croce, decidendo tuttavia di risparmiarlo.
Trascorsi vent'anni, Love riesce a scovare Cortez, uccidendolo e vendicando così la morte dei genitori. Nel frattempo, i soci di Love, Bill Pickett e Jim Beckwourth, tendono un'imboscata alla banda del fuorilegge Crimson Hood e rubano il bottino di una recente rapina in banca. Il solo sopravvissuto dice loro che i 25.000 dollari che hanno rubato appartengono a Buck. Love viaggia per incontrare la sua ex amante Mary Fields, che gestisce una catena di saloon, dove incontra Pickett, il quale gli riporta la notizia del furto avvenuto ai danni di Buck e il suo successivo arresto da parte delle forze dell'ordine.
Contemporaneamente la banda di Buck, guidata dai soci Trudy Smith e Cherokee Bill, libera Buck da un treno in partenza dalla prigione territoriale di Yuma, Arizona. Rivelano che Buck è stato graziato e che sono stati pagati per uccidere i soldati corrotti dell'esercito americano a guardia del vagone della prigione. Dopo aver massacrato i soldati, Buck e la sua banda arrivano nella loro ex roccaforte di Redwood City, California, ora gestita dal socio di Buck, lo sceriffo Wiley Escoe. Scoprendo che Escoe ha usato la posizione per trarre profitto a spese della città, Buck lo percuote brutalmente con la pistola e gli ordina di lasciare la città. Buck raduna i cittadini e, dopo aver ucciso un oppositore al suo comando, chiede loro di raccogliere 50.000 dollari per salvare Redwood, minacciando di uccidere e bruciare le proprietà di chiunque resista, ma comprende subito dopo di doversene accontentare di 15.000 poiché è impossibile per la popolazione raccogliere una cifra più alta.
L'U.S. Marshals, Bass Reeves, arresta Love dopo essere entrato nel saloon dove si trovava il fuorilegge. Tuttavia, Reeves rivela a Love che Buck è stato rilasciato, e gli offre una possibilità di vendetta. La banda di Love, accompagnata da Fields e dal suo amico e scagnozzo Cuffee, arriva e insiste per unirsi a loro. Incontrano Escoe, che dice loro che Buck è tornato a Redwood. Fields si offre volontaria per perlustrare Redwood con la copertura di offrire l'acquisto del saloon di Smith. La notte prima della partenza per la cittadina, Fields riceve una proposta di matrimonio da Love, ma lei lo rifiuta.
Quando Fields arriva a Redwood, intuendo la messinscena, Smith la fa rinchiudere e la picchia. Non vedendola tornare, la banda di Love arriva per liberarla, tuttavia Love viene catturato e si unisce a Fields in prigionia per salvarle la vita. Smith fa picchiare Love e a sua volta chiede a Buck di liberare Fields. Buck chiede a Love di restituire il denaro che ha rubato più 10.000 dollari come "interesse", chiedendogli di rapinare una banca in una città bianca, potendo raggiungere in questo modo la cifra di cui aveva bisogno di 50.000 dollari. Love e Cuffee, che si traveste da signora rispettabile rivelando di essere una ragazza, rapinano la banca senza uccidere nessuno e scappano. Tuttavia, il gruppo intuisce come sia improbabile che Buck rilasci Fields volontariamente, così escogitano un piano per attrezzare un carro esca con la dinamite.
Entrano a Redwood e il carro esca viene distrutto, uccidendo alcuni membri della banda di Buck e sgomberando la città dagli abitanti che fuggono per lo spavento. Love si prepara a consegnare il denaro, ma Cherokee Bill si prepara a sparargli nella schiena prima che Beckwourth intervenga, sfidandolo a duello. Bill quindi propone al ragazzo una sfida con conto alla rovescia, tuttavia prima che Beckwourth raggiunga lo zero, Bill gli spara a tradimento uccidendolo, facendo scoppiare una sparatoria. Love, Reeves, Pickett e Cuffee uccidono la maggior parte della banda di Buck e il denaro viene distrutto in un'altra esplosione, con Buck che capisce che, ormai, il suo progetto è andato in fumo. Escoe si infiltra nella casa di Buck ma viene ucciso da questi, mentre Pickett e Love vengono feriti.
Fields viene liberata da Cuffee e insegue Smith, che sconfigge in un combattimento corpo a corpo. Pickett viene colpito alla schiena da Bill, mostrando quindi ancora una volta la sua codardia. A questo punto Cuffee, che assiste alla scena, decide di fare la finita con lui colpendolo alla carotide dopo un duello di velocità. Love trova Buck, che non è disposto a difendersi. Buck rivela che sono fratellastri, e che il loro padre una volta era un fuorilegge violento che ha ucciso la sua prima moglie (la madre di Buck) quando ha cercato di proteggere suo figlio. Egli indica inoltre che spingere Love a condurre una vita da fuorilegge era il suo vero atto di vendetta contro il loro padre. Love uccide con riluttanza Buck e gli chiude gli occhi per rispetto.
Love e i suoi compagni seppelliscono Pickett e Beckwourth, accanto a un'altra tomba contrassegnata da "Nat Love" inscenando quindi la sua dipartita. Cuffee si unisce a Reeves come vice, salutando Fields con un lungo bacio sorprendendo gli astanti. Cuffee e Reeves cavalcano in una direzione e Love e Fields in un'altra. Una donna con una bombetta in mano, presumibilmente Trudy Smith, li guarda da lontano.

## Produzione

### Antefatti
In un'intervista al Los Angeles Times, Samuel racconta di essere affascinato sin dalla giovane età dal mondo Western, e di aver letto numerosi libri custoditi presso la Queens Park Library di Londra. Il regista riporta di essersi sempre chiesto perché, sebbene la letteratura riporti che un cowboy su quattro non fosse un bianco americano, nei film di Hollywood non comparissero le altre etnie. Il regista si sofferma inoltre sul ruolo delle donne in quel periodo storico, e di come nel cinema statunitense esse abbiano sempre ricoperto un ruolo secondario e distante dalla realtà del periodo storico narrato.
Partendo da queste controversie, Samuel ha iniziato a interessarsi delle vite dei cowboy e fuorilegge di origine afroamericana Cherokee Bill, Nat Love e Stagecoach Mary. Ispirandosi alle loro storie, Samuel ha iniziato a scrivere alcuni cortometraggi, tra cui They Die by Dawn del 2013, da cui sono tratti numerosi personaggi di The Harder They Fall.

### Scrittura, cast e riprese

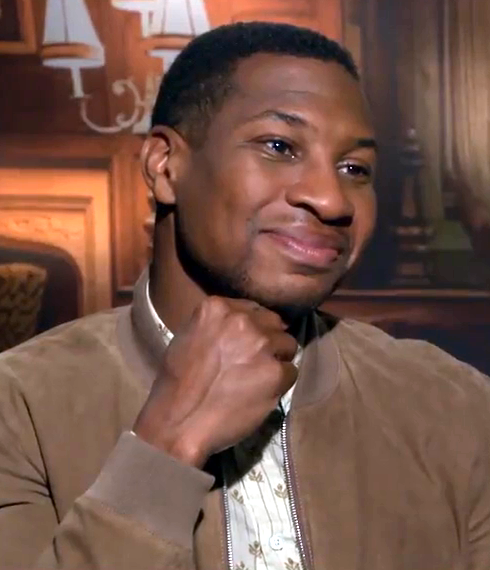
Jonathan Majors

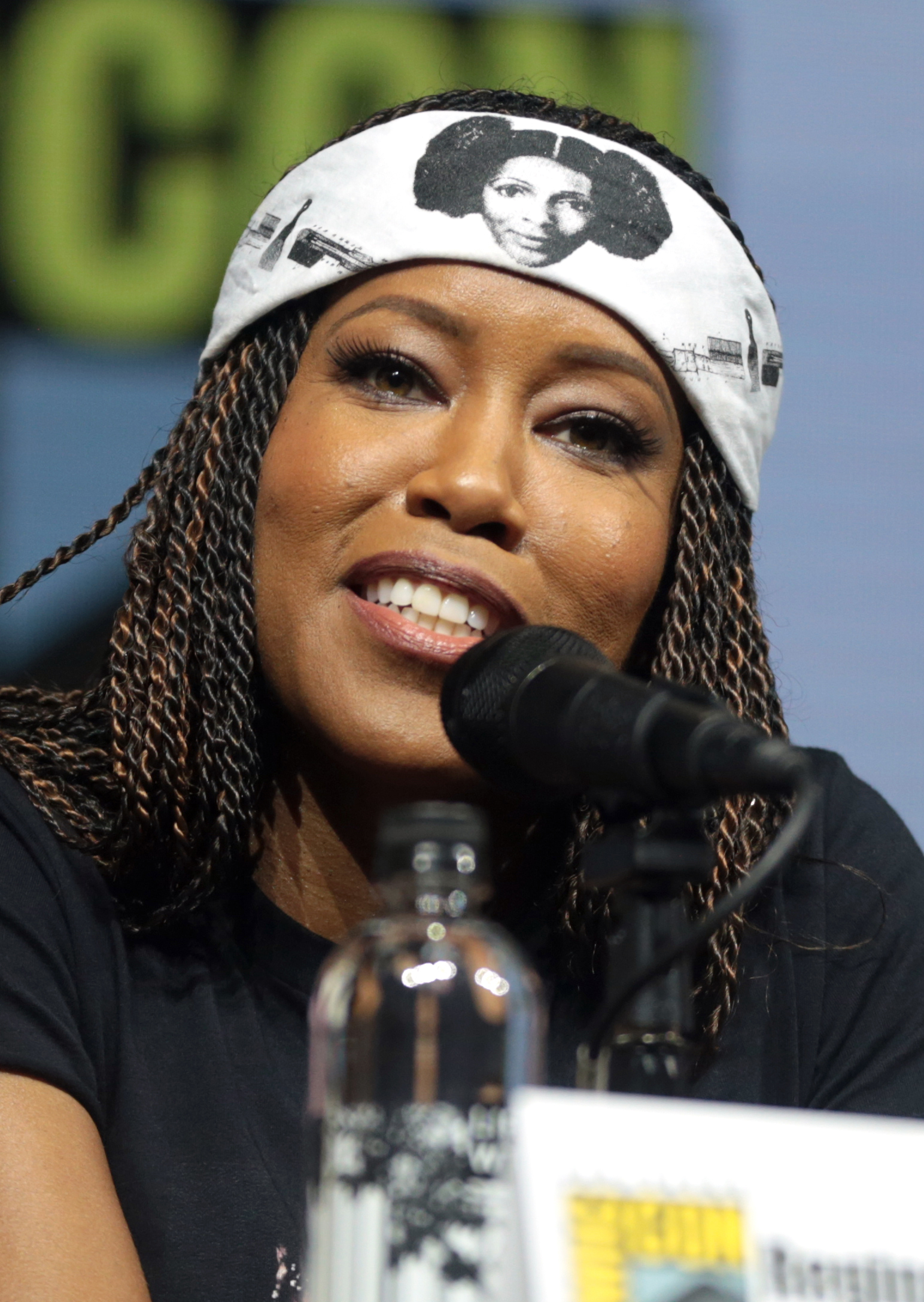
Regina King

Jeymes Samuel ha lavorato per il film per circa dieci anni prima della sua realizzazione, inizialmente intitolato The Notorious Nine. Samuel ha raccontato a Vanity Fair che la sua visione differente del Western, con la reintroduzione degli afroamericani e delle donne come cowboy, hanno fatto sì che ci volessero numerosi anni per la realizzazione del suo film, in quanto anticonformista.
Samuel ha scritto la sceneggiatura assieme allo sceneggiatore Boaz Yakin, con la produzione di James Lassiter, Shawn Carter e Lawrence Bender. Nel 2019 viene annunciato che Shawn Carter, in arte Jay-Z, avrebbe curato la colonna sonora del film assieme a Samuel.
Il primo attore ingaggiato per il film è stato Jonathan Majors nel luglio 2019, seguito dall'attore Idris Elba. Da settembre 2020, Zazie Beetz, Lakeith Stanfield, Delroy Lindo e Regina King sarebbero stati tra i nuovi membri del cast. Cynthia Erivo, Wesley Snipes e Sterling K. Brown, che erano inizialmente nel cast, rinunciarono a proseguire le riprese a causa di altri impegni lavorativi sovrapposti a seguito dei ritardi causati dalla pandemia.
Il regista ha poi riportato che le riprese hanno subito un ritardo di sei mesi a causa della pandemia da Covid-19, con conseguenti difficoltà nel girare il film a causa delle restrizioni per garantire una situazione di sicurezza per i lavoratori e gli attori. Difatti l'inizio delle riprese era stato programmato per marzo 2020 a Santa Fe, Nuovo Messico, ma fu posticipato a settembre dello stesso anno, subendo una pausa ad ottobre per la positività al Covid-19 di alcuni membri del cast.

## Colonna sonora

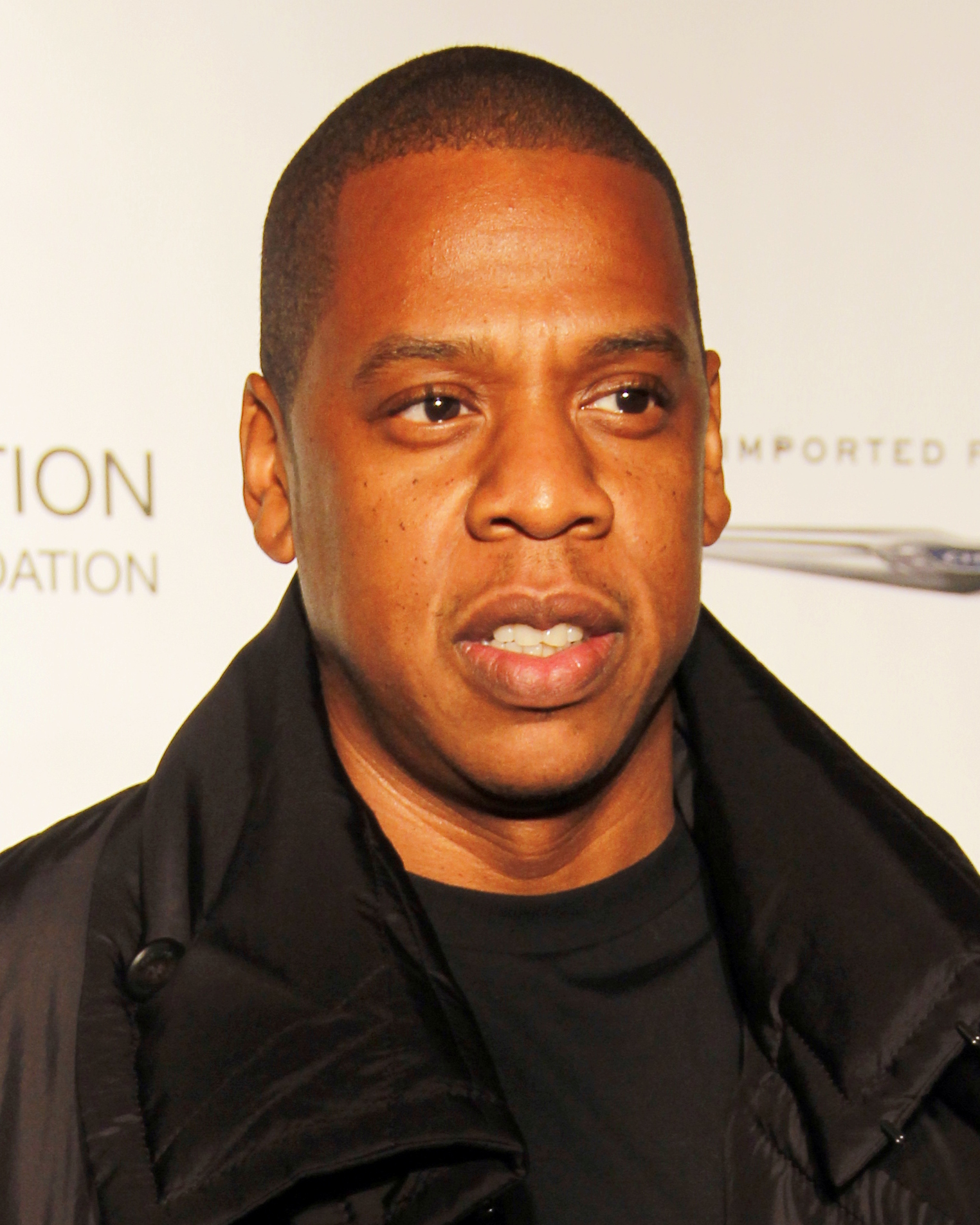
Shawn Carter, in arte Jay-Z, produttore e compositore della colonna sonora del film

Jeymes Samuel ha scritto e composto tutte le canzoni della colonna sonora The Harder They Fall (The Motion Picture Soundtrack) insieme ai contributi di alcuni degli interpreti dei brani. Samuel ha anche prodotto esecutivamente la colonna sonora con il rapper e produttore discografico Jay-Z. L'album tratto dal film è stato pubblicato il 29 ottobre 2021 dalla casa discografica di Jay-Z, Roc Nation, in vista dell'uscita in streaming del film su Netflix la settimana successiva. L'album è composto da 14 tracce, eseguite da Jeymes Samuel, Jay-Z, Kid Cudi, Cee Lo Green, Seal e Laura Mvula.
Il brano principale, Guns Go Bang è apparso per la prima volta nel trailer del film il 28 settembre 2021, e vede la partecipazione di Jeymes Samuel, Jay-Z e Kid Cudi. Il brano ha ricevuto recensioni positive dalla critica musicale e cinematografica, ottenendo candidature alla miglior canzone ai Critics' Choice Movie Award, Black Reel Awards, e venendo scelto nella prima lista di canzoni selezionati per l'Oscar alla migliore canzone. Il progetto discografico ha ottenuto due nomine ai Satellite Award, venendo riconosciuto ai 53° NAACP Image Award come miglior album tratto da una colonna sonora.

## Distribuzione
The Harder They Fall è stato presentato in anteprima mondiale al BFI London Film Festival il 6 ottobre 2021. Ha ricevuto un'uscita limitata il 22 ottobre 2021, prima dello streaming su Netflix il 3 novembre.

## Accoglienza
Il film è stato accolto positivamente dalla critica. Sul sito aggregatore di recensioni Rotten Tomatoes ha ottenuto un punteggio dell'87% dicendo  «Non è audace e senza paura come i suoi personaggi, ma The Harder They Fall riempie il suo modello logoro di stile, energia e un cast fantastico».
Particolarmente positiva è stata la percezione del cast di attori scelti per il film, il quale ha vinto National Board of Review Awards nel 2021 con il premio al miglior cast, e ai Gotham Independent Film Awards. In particolar modo ha colpito la recitazione di Idris Elba, Jonathan Majors e Regina King.

## Riconoscimenti
- 2022 – Premio BAFTA[29]
  - Miglior esordio britannico da regista, sceneggiatore o produttore a Jeymes Samuel
- 2022 – Critics' Choice Awards[30]
  - Candidatura per il miglior cast
  - Candidatura per il miglior canzone originale per Guns Go Bang di Jay-Z, Kid Cudi e Jeymes Samuel

2022 – NAACP Image Award
- Miglior film
- Candidatura al miglior attore protagonista a Jonathan Majors
- Candidatura al miglior attore non protagonista a Delroy Lindo
- Candidatura al miglior attore non protagonista a Idris Elba
- Candidatura al miglior attore non protagonista a Lakeith Stanfield
- Candidatura alla migliore attrice non protagonista a Danielle Deadwyler
- Migliore attrice non protagonista a Regina King
- Miglior cast[31]
- Miglior rivelazione creativa a Jeymes Samuel
- Miglior album tratto da una colonna sonora a Jay-Z e Jeymes Samuel

2021 – Gotham Independent Film Awards
- Miglior cast[31]

2021 – National Board of Review Awards
- Miglior cast[31]
- 2022 – Satellite Award[32]
  - Candidatura per il Satellite Award per la miglior colonna sonora originale a Jeymes Samuel
  - Candidatura per il Satellite Award per il miglior suono, montaggio e mixaggio a Ron Bartlett, Clint Bennett, Doug Hemphill, Richard King, Anthony Ortiz